# Miriam Nakamoto
Miriam Nakamoto (Honolulu, 5 augustus 1976) is een Amerikaans muay-thai vechter. Ze was wereldkampioen Muay Thai en kampioen boksen in haar gewichtsklasse. Ook kwam ze vier gevechten uit in MMA in 2012 en 2013.